# Mena (Arkansas)
Mena ist eine Stadt im US-amerikanischen Bundesstaat Arkansas und Verwaltungssitz des Polk County. Auf einer Stadtfläche von über 17 Quadratkilometern leben etwa 5700 Menschen.
Mena ist Teil der sozioökonomischen Region Ark-La-Tex, die einige Städte der Bundesstaaten Arkansas, Louisiana, Oklahoma und Texas umfasst.

## Geschichte
Mena wurde 1896 vom Unternehmer Arthur Stilwell während des Baus der Kansas City, Pittsburgh and Gulf Railroad, die von Kansas City in Missouri bis nach Port Arthur in Texas führten, gegründet. Der Zugverkehr bediente Mena ab 1896. Der Name der Stadt wurde hergeleitet von Folmina Margaretha Janssen-De Goeijen, der Frau seines Freundes und Geldgebers Jan de Goeijen, die mit Spitznamen Mena hieß. Als offizieller Gründungstag gilt der 18. Dezember 1896, da die Stadt seit diesem Tag offiziell als Stadt des Bundesstaates Arkansas geführt wurde.
1897 wurde die Bank of Mena gegründet. 1898 wurde der County Seat vom benachbarten Dallas hierher verlegt. Schon 1900 betrug die Einwohnerzahl 3423. Die größten Wirtschaftszweige der Stadt waren die Produktion von Bauholz, der Ackerbau sowie die Gewinnung von Mineralien. Trotz alledem wurde Mena in erster Linie als Erholungsstadt in gesunder Umgebung beworben. 1906 schenkte der Gründer Stilwell der Stadt weiteres Land, zudem wurden Parkanlagen und Campingplätze errichtet.
Im Osten der Stadt entstand die schwarze Gemeinde Little Africa, die bis 1900 152 Bewohner hatte. 1901 wurde ein Schwarzer nach einer Auseinandersetzung mit einer Weißen gelyncht. Für das Verbrechen wurde niemand inhaftiert, in den Folgejahren kamen Fremdenhass und Gewalt gegen Schwarze zum Vorschein. Dies sowie schwindende Berufsmöglichkeiten veranlassten viele Schwarze zum Wegzug aus der Stadt. Bis 1910 sank die Zahl der Bewohner Little Africas auf 16.
Vorerst gestoppt wurde der Aufschwung der Stadt 1910, als der Betreiber des Bahnverkehrs seine Verkaufseinrichtungen nach Heavener in Oklahoma verlegte und somit etwa 800 Jobs verloren gingen. Zusätzlich wurde die Stadt 1911 von einem starken Tornado heimgesucht.
In der Ausgabe vom 18. März 1920 wurde Mena in der Zeitung The Mena Star damit beworben, "100% weiß" zu sein. Zwei Jahre später wurde erstmals eine Ortsgruppe des rassistisch motivierten Ku-Klux-Klan gegründet. Von 1927 an gestaltete der Mena Commercial Club Werbeplakate, die neben dem "reinen, angenehmen Wasser" und der "schönen Landschaft" auch die Tatsache bewarben, dass sich in der Stadt "keine Neger" (original: "no Negros") befänden. Wie viele andere Städte zu dieser Zeit wurde auch Mena zu einer sogenannten Sundown town, also einer gänzlich weißen Stadt.
In den 1950er Jahren wurde ein staatliches Programm veröffentlicht, das die Hortung von Mangan zum Ziel hatte. Dies führte dazu, dass zahlreiche alte Minen, die zum Teil seit den 1890er Jahren geschlossen waren, wieder geöffnet und betrieben wurden. Das Programm wurde jedoch schon 1959 beendet und die Minen erneut geschlossen.
Anfang der 1980er Jahre nutzte der Drogenschmuggler und ehemalige CIA-Agent Barry Seal die Stadt als Operationsbasis. Er betrieb umfangreiche Geldwäsche-Aktivitäten und ihm gehörte der Regionalflughafen Mena Intermountain Municipal Airport, wo seine zahlreichen Flugzeuge und Helikopter starteten und er hochentwickeltes Radar-Equipment vorhielt.
Am 9. April 2009 wurde Mena von einem Tornado heimgesucht, der 30 Menschen verletzte oder tötete. Viele Wohnhäuser und Geschäfte wurden zerstört. Boden- und Lufteinsatztruppen der Arkansas National Guard wurden nach Mena beordert. Mit Windgeschwindigkeit bis zu 266 km/h wurde der Wirbelsturm als EF-3 auf der Erweiterten Fujita-Skala eingestuft.

## Demographie
Laut der Volkszählung 2000 lebten zum damaligen Zeitpunkt 5637 Menschen in Mena. Diese teilten sich auf 2431 Haushalte und 1546 Familien auf. Pro Quadratkilometer entsprach dies einer Bevölkerungsdichte von etwa 323 Menschen. 96,9 % der Bewohner waren Weiße, 2,2 % Hispanics oder Lateinamerikaner, 0,9 % Indianer, 0,3 % Asiaten, 0,2 % Schwarze und 0,1 % Pazifische Insulaner. 0,5 % der Bewohner entstammten anderen Ethnien, 1,2 % hatten zwei oder mehr Ethnien. Das Durchschnittsalter lag bei 41 Jahren, das Pro-Kopf-Einkommen betrug etwa 14.700 US-Dollar.
Die Volkszählung 2010 ergab ein Bevölkerungswachstum von 100 auf nunmehr 5737 Einwohner.

## Parkanlagen
Schätzungsweise 1,2 Millionen Besucher kommen jährlich alleine wegen der Parkanlagen in die Stadt. Viele der Parkanlagen bestehen noch aus nahezu unberührter Natur, so beispielsweise der Talimena Scenic Drive oder der Queen Wilhelmina State Park. Der Cossatot River ist Teil des Systems der National Wild and Scenic River. Lake Ouachita sowie ein Totalreservat befinden sich in der unmittelbaren Umgebung der Stadt.

## Verkehr
Die Stadt wird über den Mena Intermountain Municipal Airport vom regionalen Flugverkehr bedient. Außerdem verlaufen die US-Highways 59 und 71 auf einer gemeinsamen Trasse vom Südwesten in den Nordosten der Stadt.

## Persönlichkeiten
- Barry Seal (1939–1986), Pilot, Geschäftsmann, Drogenschmuggler und DEA-Informant
- Olin E. Teague (1910–1981), ehemaliger amerikanischer Politiker und Kriegsveteran
- T. Texas Tyler (1916–1972), ehemaliger Country-Sänger
- Dennis L. Montgomery (* 1953), Software-Designer
- Nate Bell (* 1969), Politiker und Abgeordneter im Repräsentantenhaus von Arkansas